# Columbiadamm

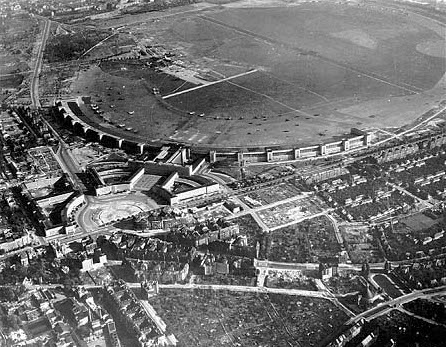
Luftbild från omkring 1945, Columbiadamm sträcker sig från den halvrunda platsen (Platz der Luftbrücke) på bildens vänstra sida uppåt längs bildens vänsterkant.

Columbiadamm är en väg som går genom stadsdelarna Tempelhof, Kreuzberg och Neukölln i Berlin. Den går från Platz der Luftbrücke till Fontanestrasse på den norra sidan av flygplatsen Tempelhof och den södra sidan av Volkspark Hasenheide
Gatans namn kommer från flygplanet Miss Columbia som flögs av Clarence D. Chamberlin i juni 1927 från New York till Mansfeld utanför Eisleben, vilket då innebar nytt längdrekord.
I anslutning till gatan låg koncentrationslägret Columbia-Haus under Nazityskland mellan åren 1934 och 1936. Lägret revs därefter i samband med utbyggnaden av Tempelhof-flygplatsen och platsen utmärks idag av ett minnesmärke i form av en skulptur.

## Angränsande gator och torg
- Mehringdamm
- Monumentenstrasse
- Platz der Luftbrücke
- Tempelhofer Damm